# وردرک
وردرک (به لاتین: Vardarac) یک زیستگاه انسانی در کرواسی است که در Bilje واقع شده‌است.

## خصوصیات
وردرک ۶۳۰ نفر جمعیت دارد.